# تامی تامپسون
تامی تامپسون (انگلیسی: Tommy Thompson؛ زادهٔ ۱۹ نوامبر ۱۹۴۱) یک سیاست‌مدار اهل ایالات متحده آمریکا است.